# Typhoon-VDV K-4386
Le KamAZ-4386 ou Typhoon-VDV est un véhicule de mobilité d'infanterie russe à deux essieux. Il fait partie de la nouvelle « famille de véhicules blindés russes à roues « Typhoon » qui sont construits sur le principe des MRAP. Le développement du véhicule a commencé en 2015 et il est entré en service dans l'armée russe en 2020.

## Caractéristiques
Le Typhoon-VDV est un véhicule militaire à deux essieux développé par la société Remdiesel qui est une filiale de KamAZ. Il a été présenté au public pour la 1er fois en 2019 lors d'un forum d'armements à Moscou. Comme tous les autres véhicules de la famille Typhoon le véhicule dispose d'une coque en V pour résister aux EEI et mines terrestres. Le K-4386 a été développé pour être en dotation au sein des troupes aéroportées russes (VDV) le véhicule devait donc être capable d'être transporté par avion, hélicoptère ou parachuté. Le blindage est assez résistant pour protéger ses occupants contre les tirs d'armes légères, des grenades, des éclats d’artillerie et contre des explosifs disposant de 8 kg de TNT.
La configuration est très classique avec le moteur à l'avant et un compartiment unique pouvant accueillir jusqu'à huit personnes en comptant l'équipage de deux personnes. Il y a une porte de chaque côté du véhicule ainsi qu'une grande porte à l'arrière pour permettre la sortie de l'équipage. Une trappe est présente sur le toit pour accéder à la station d'armes. Le véhicule fait 6 m de long, 2,54 m de large et 2,4 m de hauteur, la masse à vide est de 11 000 kg et celle maximale est aux alentours de 13 000 kg.
Le poste de tir situé sur le toit est entièrement téléopéré et a été conçu pour être très modulaire. Le Typhoon-VDV peut donc emporter une large gamme d'armements, mais l'armement de base est un fusil-mitrailleur de calibre 12,7 mm. Il peut aussi emporter un canon automatique de calibre 30 mm accompagné d'une mitrailleuse coaxiale de 7,62 mm, un lance-grenades automatique AGS-30 ou un fusil-mitrailleur de calibre 7,62 mm. Le véhicule blindé 4 × 4 peut intégrer une gamme de systèmes et d'outils de soutien multi-missions tels qu'un module de treuil de 6,75 t, des lumières stroboscopiques pour les missions de nuit, des haut-parleurs, une caméra vidéo circulaire pour la surveillance et la communication, et des systèmes de communication inter-véhicules...
Le Typhoon-VDV est alimenté par un moteur diesel de 450 ch ce qui lui permet d'atteindre des vitesses de 130 km/h sur route. Une autre version est disponible qui elle intègre un moteur de 350 ch pour réduire les coûts de fabrication et d'entretien aux dépens de la mobilité. Le véhicule est équipé d'une suspension hydropneumatique avec garde au sol réglable. En 2018, une version du KamAZ-4386 a été révélée, équipée d'une suspension à ressorts plus courante. Cette version ne peut pas être larguée. Cependant il est moins cher à fabriquer et sa suspension traditionnelle est moins coûteuse à entretenir. Cette version est plus adaptée à l'armée russe et au ministère de l'Intérieur, où la capacité de largage n'est pas requise.

## Variantes
Il existe de nombreuses variantes pour ce véhicule :
- Typhoon-PVO : est un transporteur d'équipes MANPADS. Il transporte au moins 5 missiles sol-air Igla, Igla-S ou Verba lancés à l'épaule[6].
- Poseurs de mines Kleshch-G : Il porte un système de poseurs de mines UMZ-T. Il transporte 60 cartouches avec des mines dispersables. Le véhicule peut poser 1 ou 2 couches de mines en un seul passage. Il faut 3 minutes pour poser les 60 mines. Les mines ont des fusées d'autodestruction qui peuvent être réglées pour une période allant de 12 heures à 16 jours. Il faut entre 1h à 1h30 à l'équipage pour charger les mines dans le système de pose de mines.
- 2S41 Drok : Mortier automoteur de 82 mm pouvant emporter jusqu’à 40 obus et disposant d'une portée avec les munitions de base de 100 à 6 000 m.
- MTR-K : Véhicule de reconnaissance équipé d'un drone, de systèmes de vision nocturne, d'équipements de détection nucléaire et chimique.
- Zu-23-2 : Prototype présenté au salon Army 2022, il s'agit d'un Typhoon VDV équipé d'un canon antiaérien Zu-23-2 téléopéré. Conçu pour lutter contre les drones mais également pour fournir un appui feu à l'infanterie[7].
- ZA-SpN : Version encore en test, équipée d'un ATGM Kornet, d'un fusil-mitrailleur de 12,7 mm ainsi que d'un mortier de 82 mm attaché à l'arrière[8].

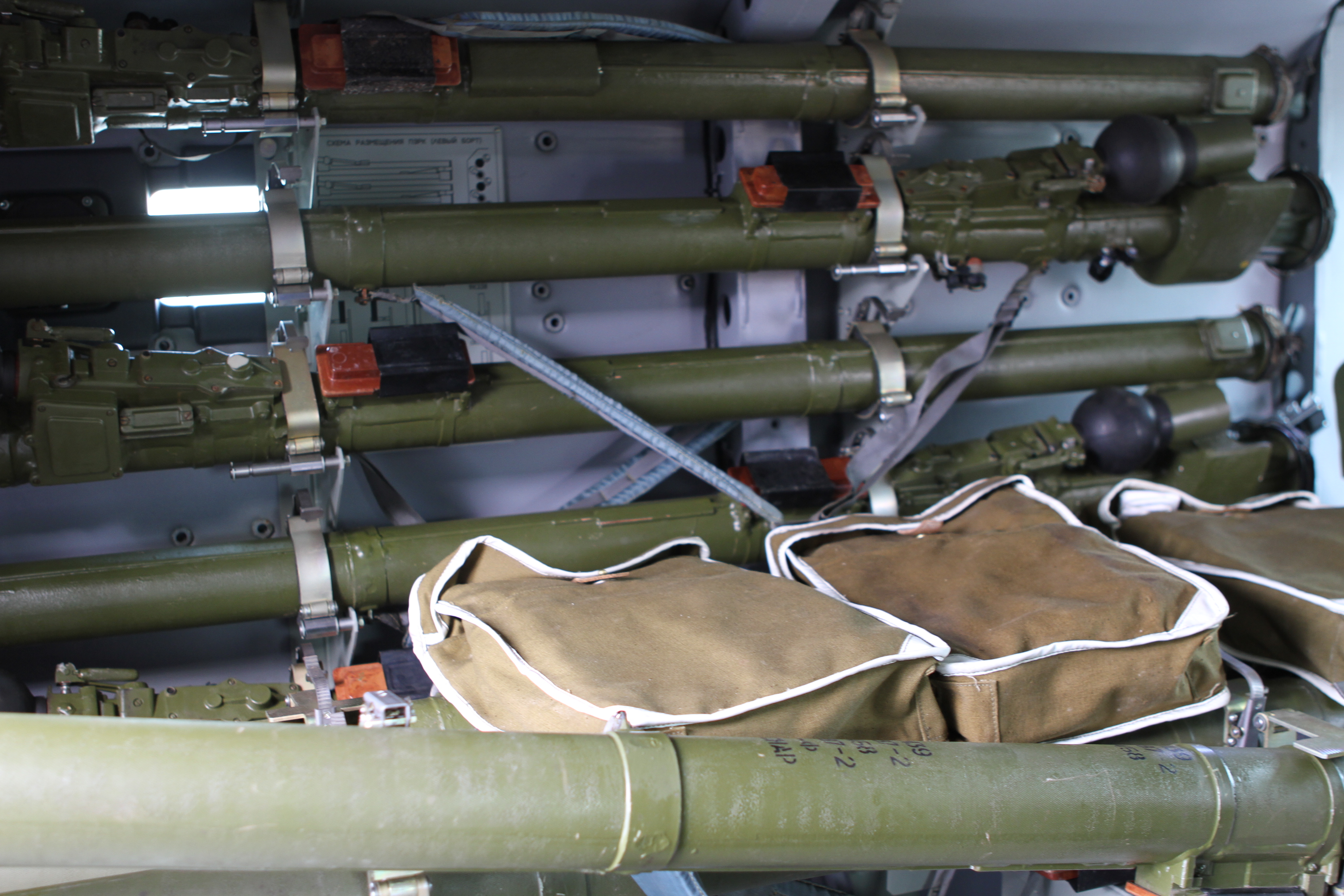
Interieur de la version PVO
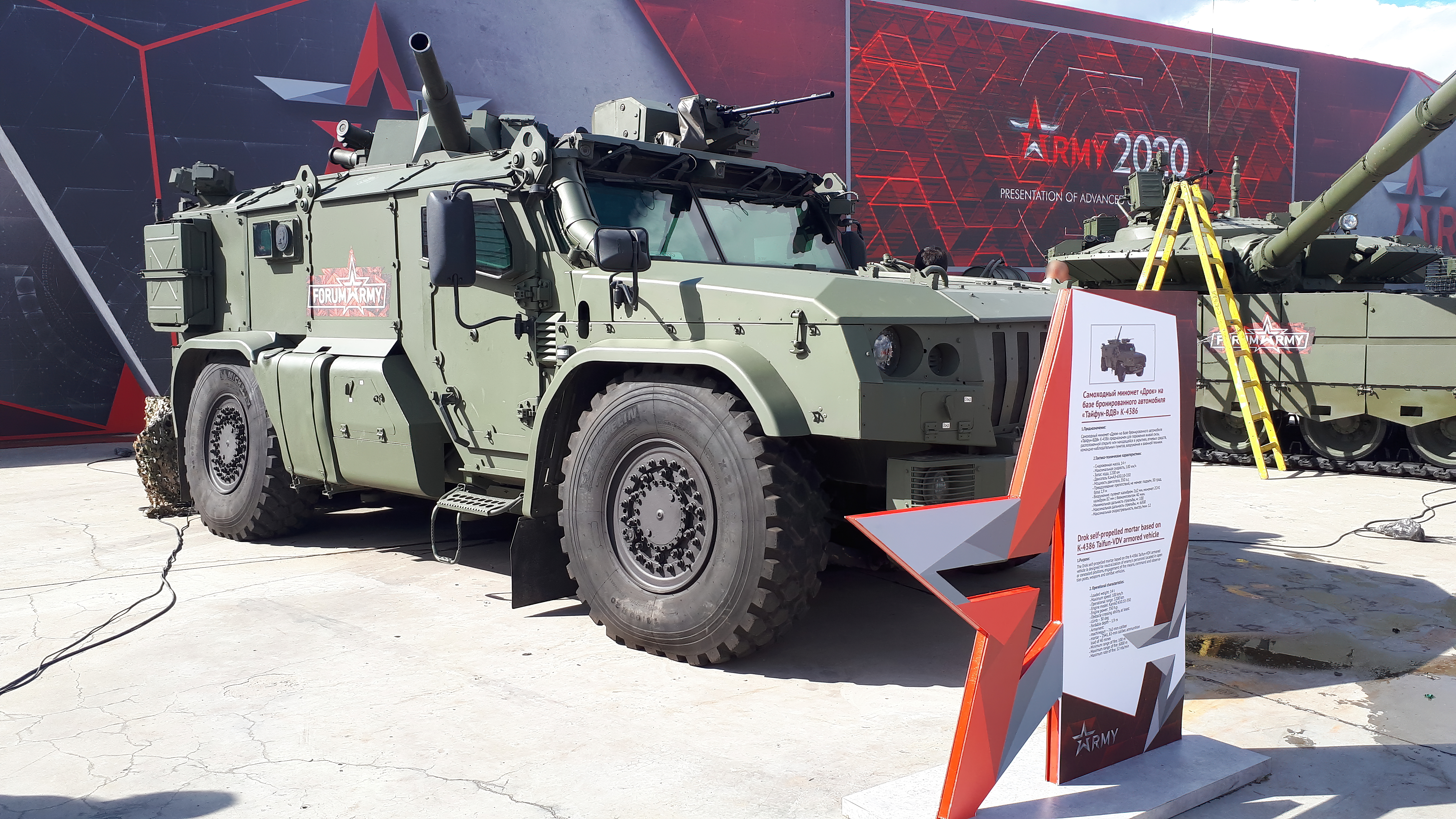
2S41 Drok mortier automoteur
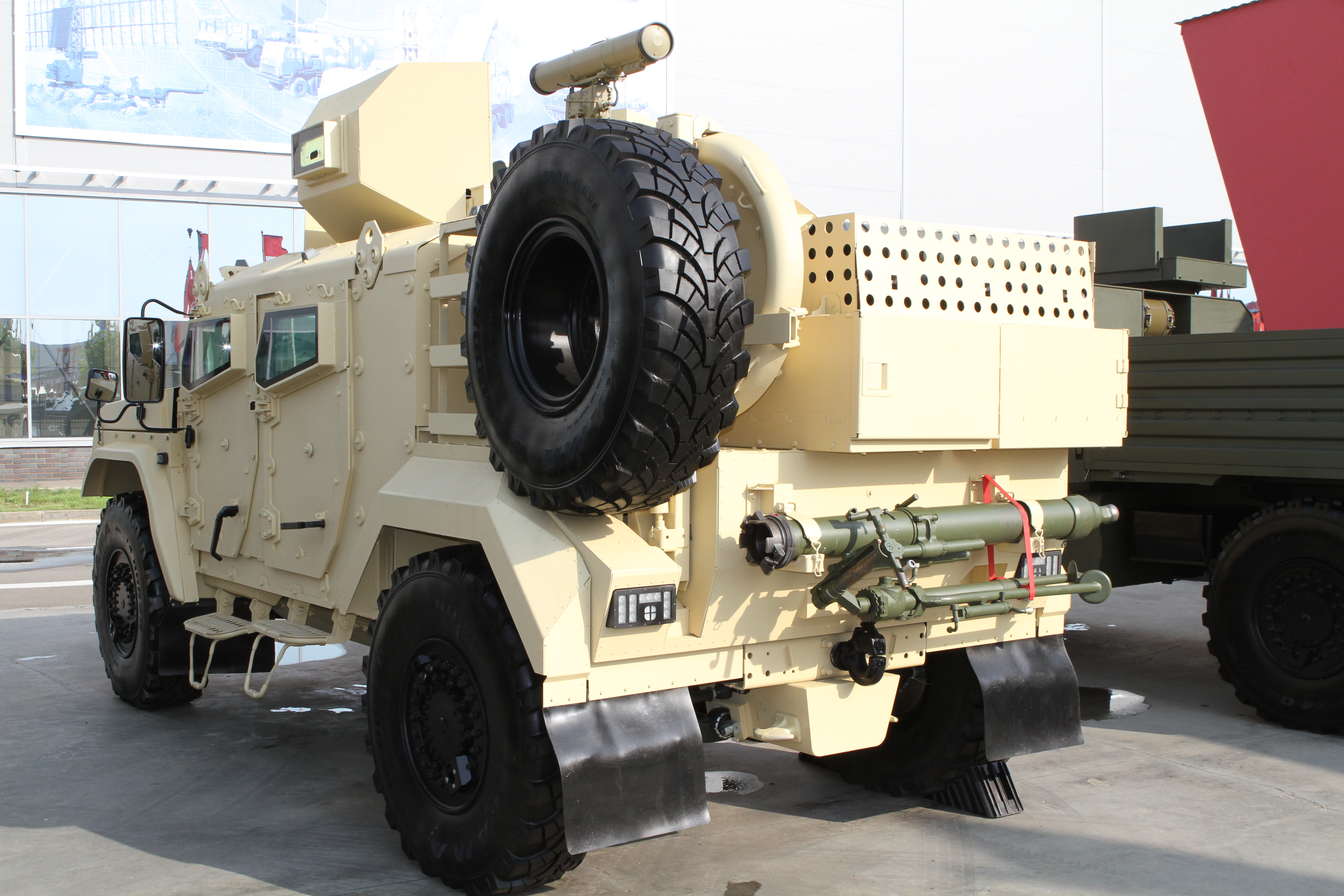
Typhoon-VDV ZA-SpN avec un 9M133 Kornet et un mortier de 82 mm à l'arrière)
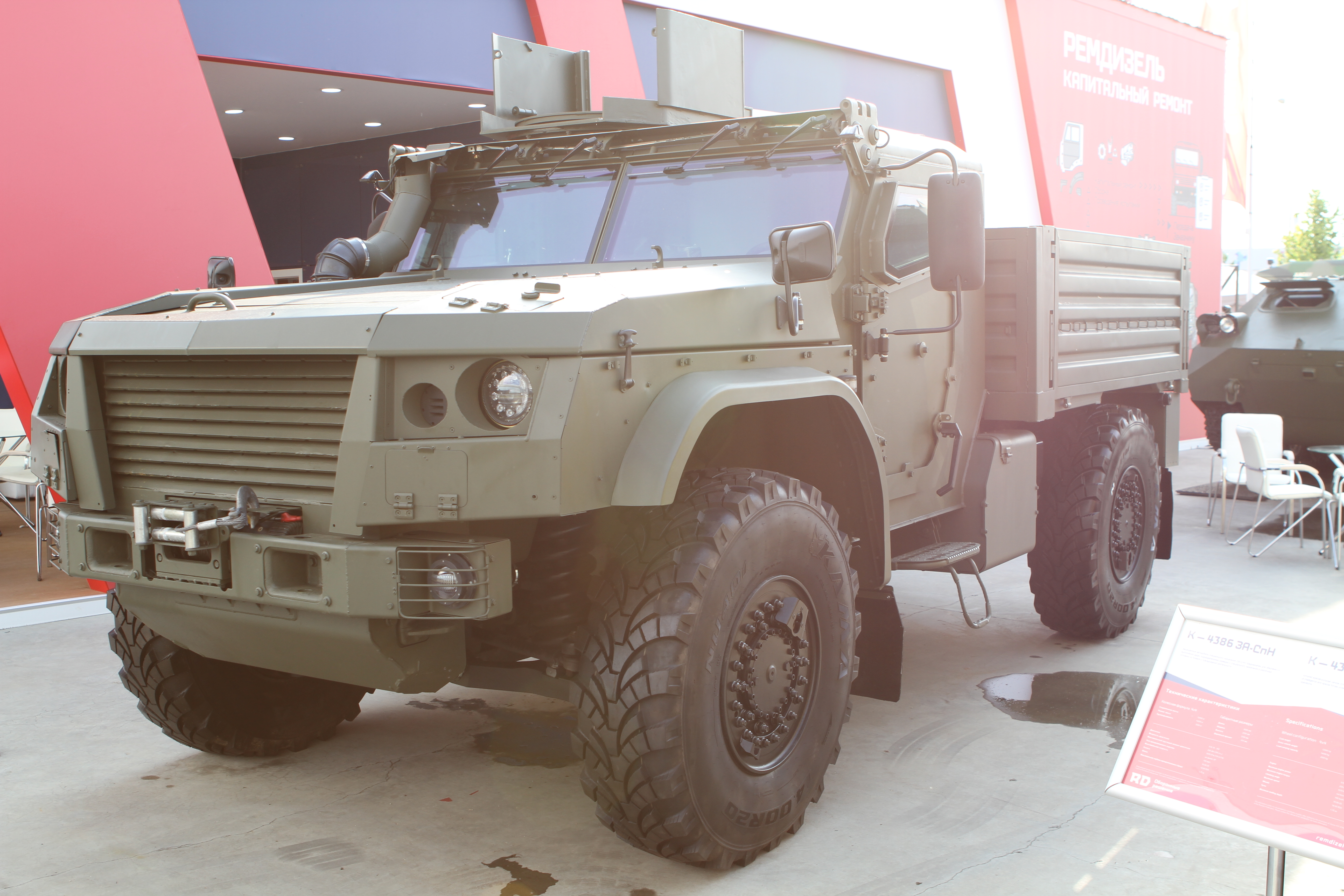
Version cargo
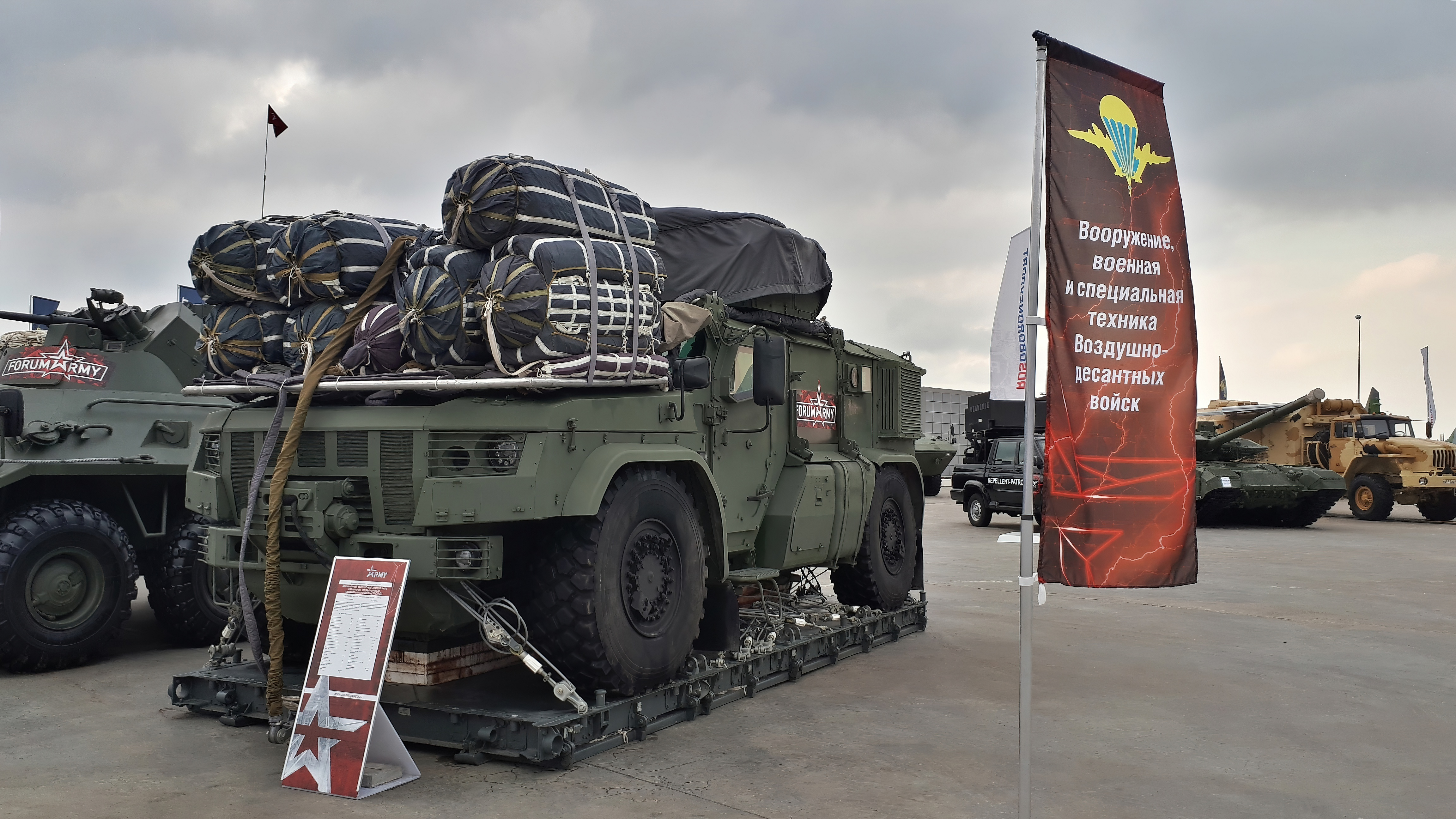
Typhoon-VDV prêt à être parachuté
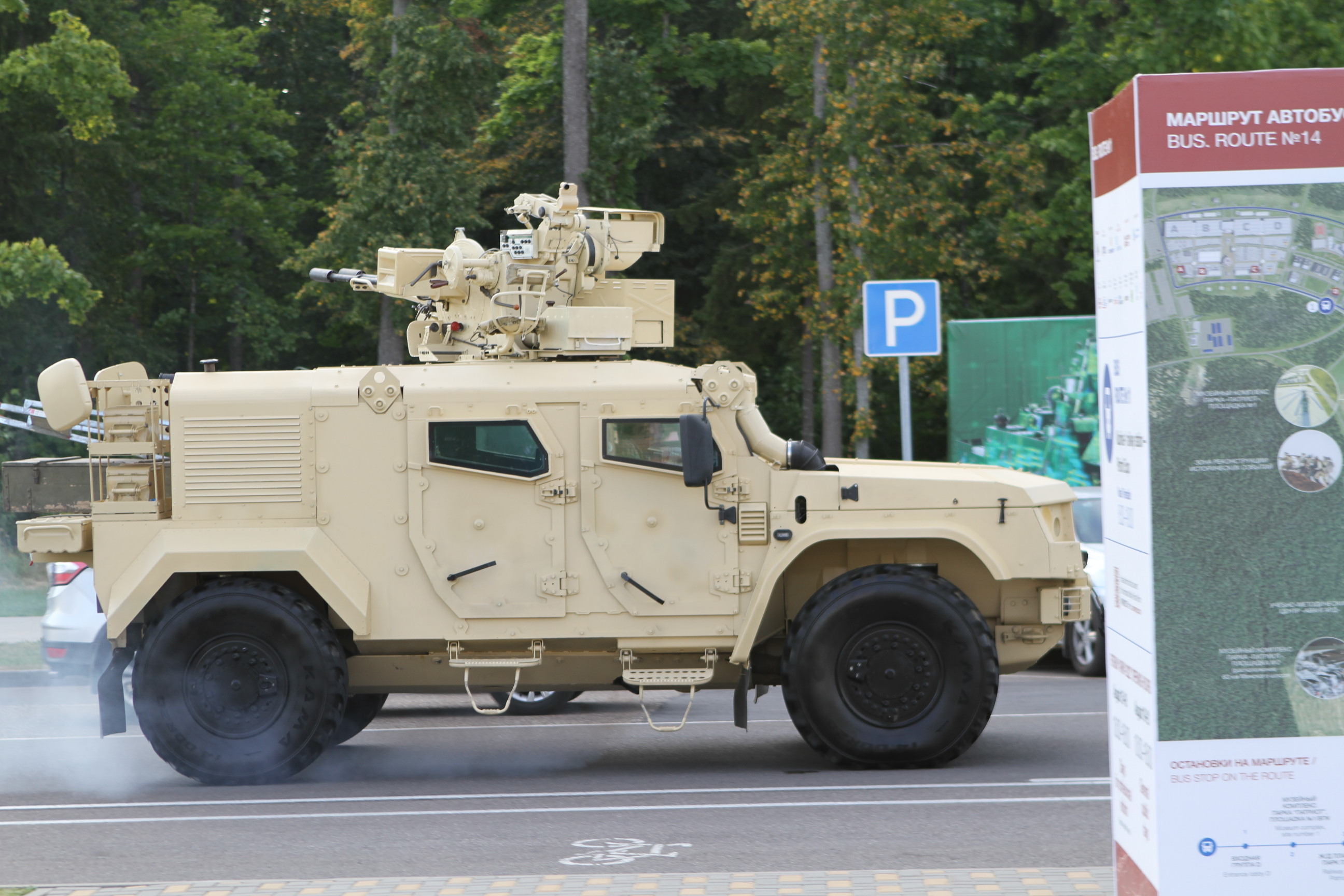
Thyphoon 4x4 avec Zu-23-2
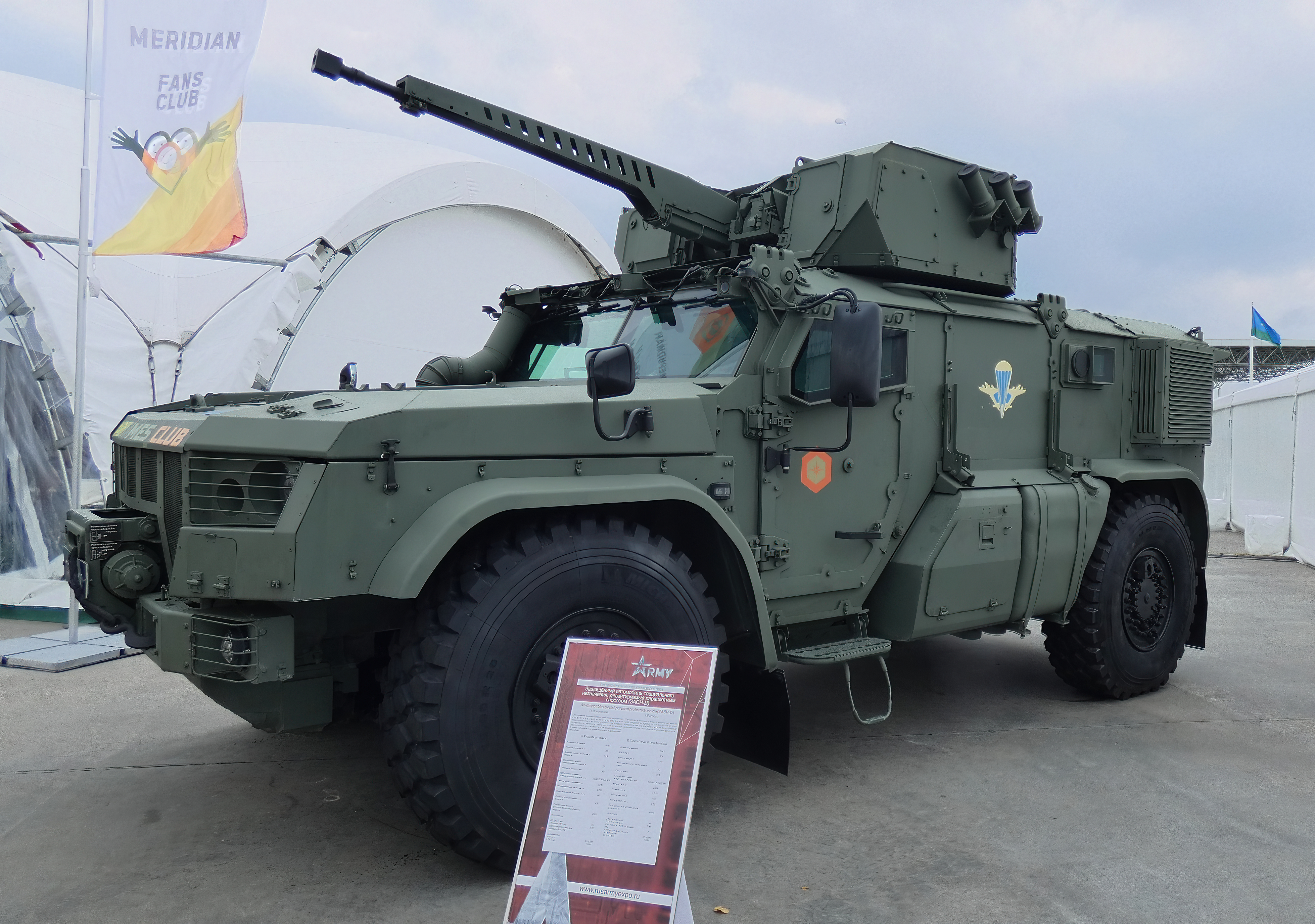
Typhoon VDV ZASN-D avec canon de 30 mm téléopéré
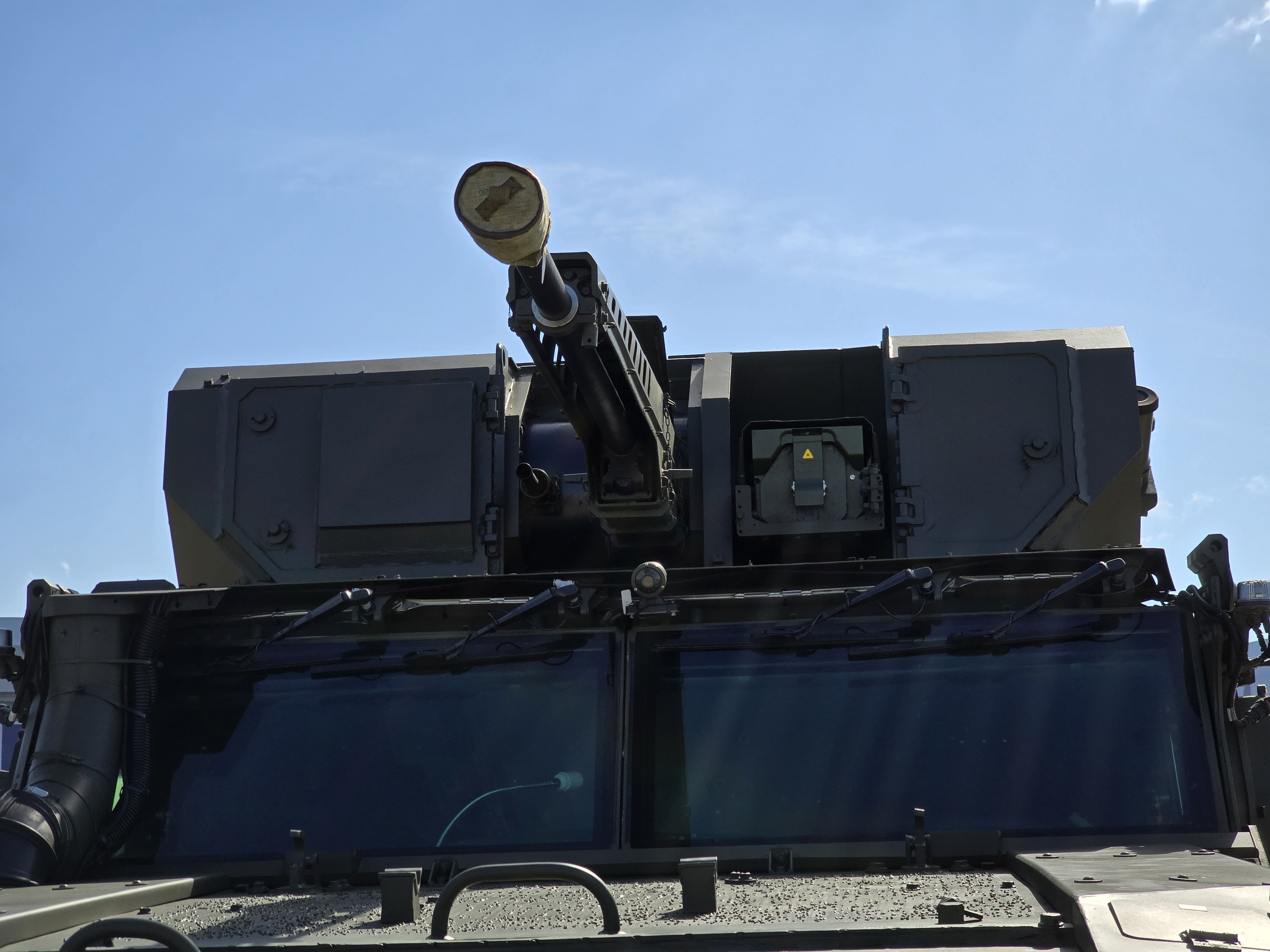
Utilisation du Typhoon-VDV avec un canon 30 mm (-18)
- Tourelle avec canon de 30 mm
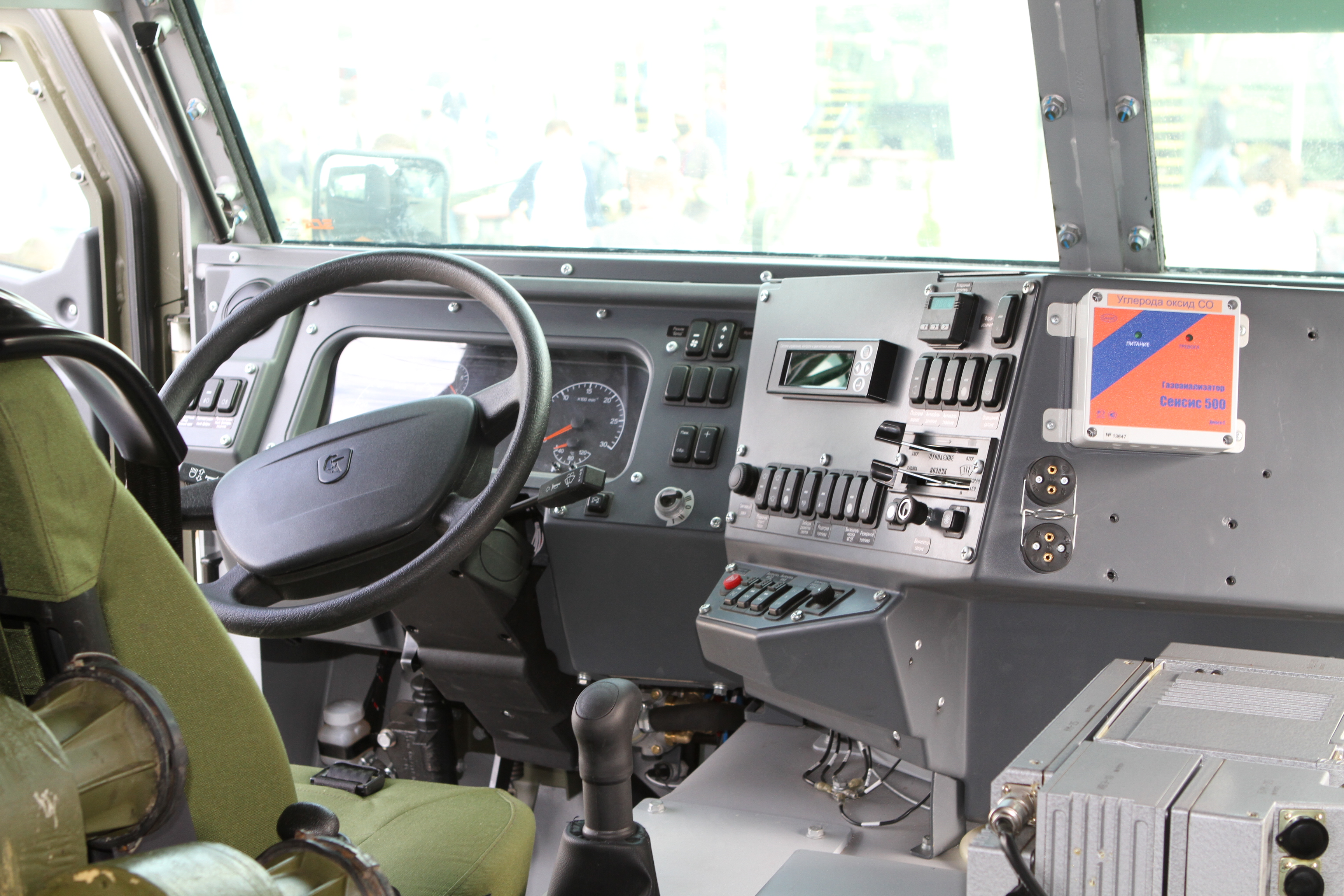
Tableau de bord du Typhoon-VDV

## Utilisation
Il a été déployé par les forces russes en Ukraine mais très peu d'informations circulent à son sujet.